# Prva Austrijska Republika
Prva Austrijska Republika (njem. Erste Österreichische Republik) bila je austrijska država nastala nakon potpisivanja sporazuma iz Saint Germaina u rujnu 1919. Ovim sporazumom prestala je postojati Njemačka Austrija (država koja je nastala nakon raspada Austrougarske Monarhije). Austrija je bila de facto republika, iako njezin ustav nije spominjao takav naziv.
Postojanje Prve Austrijske Republike pamti i oštre sukobe i previranja između desnice i ljevice. Vrhunac tih sukoba bila je Srpanjska buna iz 1927. Austrijski Ustav stupio je na snagu 1920., a izmijenjen je i dopunjen 1929. Prestanak postojanja Federalne Države Austrije različito se tumači. Po nekima Federalna Država prestaje postojati kada na vlast dolaze austrofašisti 1934. nakon Austrijskog građanskog rata. No nova vlast je nastavila rabiti stari ustavni naziv države - Savezna Država Austrija (njem. Bundesstaat Österreich).

## Osnutak
Godine 1919., prisilom od strane Atante, prestaje postojati Njemačka Austrija potpisivanjem sporazuma iz Saint Germaina. Tim sporazumom neka njemačka područja predana su drugim državama, Sudetenland Čehoslovačkoj, južni Tirol Italiji i dio južne Austrije predan je Kraljevini SHS. Nijemci u Austriji bili su bijesni jer je tim sporazumom prekršeno "Četrnaest točaka" koje je iznio američki predsjednik Woodrow Wilson u mirovnim govorima; jedna od tih točaka je i samoopredjeljenje svih naroda. Austrija je uspjela sačuvati još dvije pokrajine koje su zahtijevale druge države. Prva je bila jugoistočni dio savezne države Koruške koju su naseljavali Slovenci. Dana 20. listopada 1920. austrijski Slovenci sami su izglasali ostanak u Austriji. Drugu regiju tražila je Mađarska. To je bilo Gradišće koje bi se pod nazivom "Zapadna Mađarska" nalazilo u Kraljevini Mađarskoj. To područje također je bilo dio Mađarske od 1647. Većinsko gradišćansko stanovništvo bili su Nijemci no postojala je i znatna hrvatska i mađarska manjina. Sporazumom iz Saint Germaina te su regije ostale u Austriji. Austrija je također od Mađarske tražila grad Šopron (Ödenburg), no on je ostao u Mađarskoj.
Nakon Prvog svjetskog rata, Austrijom je vladala koalicija desničarskih i ljevičarskih stranaka koje su napravile znatan napredak radeći socioekonomske i radničke zakone. Godine 1920. ta ista koalicija napravila je i Austrijski Ustav. No, novom Austrijom i dalje je bilo teško upravljati jer su joj oduzete regije koje su ranije bile značajan gospodarski faktor. Stvari su još više bile komplicirane jer su države koje su uzele austrijska područja bile ovisne o Bečkoj banci.

## Politika od 1920. do 1932.
Nakon 1920. austrijskom je vladom dominirala Kršćanska socijalna stranka koja je bila u bliskim odnosima s Katoličkom crkvom. Prvi kancelar iz stranke, Ignaz Seipel, pokušao je stvoriti savezništvo između bogatih industrijalista i Katoličke ckrve. Iako je na vlasti bila mirna stranka, državna politika bila je žestoka i nasilna i od strane ljevice (Republikanischer Schutzbund) i desnice (Heimwehr). Te dvije paravojske bile su u sukobima. Godine 1927. ljevičari su napravili masovni protest kada su pripadnici desničarskih paravojski bili osuđeni zbog ubojstva pripadnika Schutzbunda.Steiniger 2008., str. 5. Veliki protest poznat je pod nazivom Srpanjska buna. Bunu je smirila policija, a nekoliko prosvjednika je ubijeno. Nasilje u Austriji odugovlačilo se do 1930-ih kada je Engelbert Dollfuß postao kancelar.

## Austrofašizam
Kancelar Engelbert Dollfuß, član Kršćanske socijalne stranke, na vlast dolazi 1932.Steiniger 2008., str. 5. Pod njegovim vodstvom Austrija se približava totalitarizmu. U ožujku 1933. Dollfuß raspušta Nacionalnu skupštinu i stavlja parlament van funkcije.
Njegova vlada natjecala se s Njemačkom nacionalsocijalističkom radničkom strankom koja je željela ujediniti Austriju s Trećim Reichom. Dollfußov austrofašizam vezao je austrijsku vladu s Katoličkom ckrvom i jedan od razloga zašto se nije htio ujediniti s Njemačkom bio je taj što je u Njemačkoj većinsko stanovništvo bilo protestantsko. Uskoro nastaju sukobi između nacionalsocijalista, socijalista i austrofašista.Steiniger 2008., str. 5.
Dana 1. svibnja 1934. Dollfuß proglašava jednostranačku državu koju vodi Domovinska fronta (njemački: Vaterländische Front). Dollfuß je jednostranačje obznanio Svibanjskim ustavom. Federalizam i Federalno vijeće bili su ograničeni, dok je izbor za Nacionalno vijeće ukinut. Umjesto toga članovi Nacionalne skupštine bili su nominirani za Državnu skupštinu (Staatsrat), Federalnu kulturnu skupštinu (Bundeskulturrat), Federalnu gospodarsku skupštinu (Bundeswirtschaftsrat) i Skupštinu zemalja (Länderrat), tako su zastupnici davali mišljenja u skupštinama za koja su bili podobni. Svi zakoni koji su doneseni od strane skupština bili su odobreni ili odbačeni od strane kancelarskog ili predsjedničkog dekreta. Država je uzela potpunu vlast nad odnosima poslodavac-zaposlenik, što je bilo poznato kao Ständestaat, a počinje provoditi represivnu politiku protiv nacionalsocijalista i simpatizera ujedinjenja s Njemačkom. Nacionalsocijalisti uzvraćaju ubojstvom Engelberta Dollfußa 25. srpnja 1934.Steiniger 2008., str. 5.
Ovo ubojstvo uplašilo je austrijskog susjeda, fašističku Italiju čiji je vođa bio Benito Mussolini. Italija je imala dobre odnose s Dollfußovom Austrijom. Mussolini je računao na njemačku invaziju Austrije te je obećao da će intervenirati ako dođe do aneksije Austrije od strane Njemačke. Mussolini je tako štitio i talijansko područje jer su nacionalsocijalisti tražili i njemački Tirol od Italije. Talijanska podrška Austriji je odigrala presudnu ulogu u sprječavanju ujedinjenja s Njemačkom 1934.
Dollfußov nasljednik, Kurt Schuschnigg, nastavio je s represijom prema nacionalsocijalistima, ali raspušta i desnu paravojsku Heimwehr 1936.